# Маккензи (залив)
Маккензи (англ. Mackenzie Bay) — открытый залив у северных берегов Канады между мысом Кей и дельтой реки Макензи. Принадлежит морю Бофорта. Залив имеет длину 70 км и глубину от 5 до 10 м (до 20 м у мыса Кей). Назван в честь исследователя и путешественника сэра Александра Маккензи. С сентября по июнь покрыт льдом.
Разделён между территорией Юкон и Северо-Западными территориями.
К западу от залива находится остров Гершеля и материковая часть Юкона. К востоку расположен остров Ричардс, Северо-Западные территории.